# Mohamed Baqir al-Hakim
Aiatolá Sayed Mohammed Baqir al-Hakim (árabe:  سيد محمد باقر الحكيم) (Najaf, 1 de julho de 1939 - 29 de agosto de 2003), foi um teólogo e político iraquiano, um dos Doze líderes muçulmano xiitas até seu assassinato num atentado a bomba na cidade natal. Era filho do Grande Aiatolá Sayed Muhsin al-Hakim Tabatabai, e fundador da Assembléia Suprema Islâmica do Iraque.

## Biografia
Al-Hakim foi co-fundador do moderno movimento político islâmico no Iraque, na década de 1960, junto ao Aiatolá Sayed Mohammed Baqir Al-Sadr, com quem trabalhou junto até sua morte, em 1980. Embora não seja considerado um linha-dura do Islamismo, Al-Hakim era visto como perigoso ao Partido Ba'ath, que instituíra a ditadura de Saddam Hussein, em grande parte por conta da importância de seu nome junto à população xiita do país, majoritária no Iraque - em oposição ao regime, controlado pela minoria sunita. Isto levou à sua prisão, em 1972, acusado de promover a Nikah Mut'ah, uma forma legal de matrimônio temporário da seita xiita - embora tenha sido libertado pouco tempo depois.
Foi parcialmente responsável pela insurreição ocorrida em Najaf, em fevereiro de 1977, e acabou novamente preso, desta feita condenado à prisão perpétua. Entretanto, a sentença foi comutada, e ele foi libertado em julho de 1979: A eclosão logo a seguir (1980) do conflito com o vizinho Irã, xiita assim como a maioria da população iraquiana, fez aumentar a desconfiança do partido Baath em relação a estes; isso, combinado a suas anteriores prisões, fizeram com que Al-Hakim julgasse impossível continuar sua pregação no país, e ele então fugiu para o Irã.
Em segurança no país vizinho, Al-Hakim tornou-se inimigo declarado do regime, fundando a Assembléia Suprema para a Revolução Islâmica no Iraque (ASRII), um grupo revolucionário dedicado a derrubar o regime de Saddam. Em 1983, o ditador retaliou com a prisão de cento e vinte e cinco membros da família do líder dissidente, que haviam permanecido no Iraque, e mandou executar dezoito deles. Isto estimulou inda mais Al-Hakim na sua luta contra o Baath, e contra Saddam em particular. Com ajuda iraniana, o ASRII passou a ser um grupo de resistência armado, realizando ações de guerrilha contra instalações iraquianas e mantendo relações secretas com elementos da resistência no país, sendo um permanente obstáculo ao ditador.

## Retorno ao Iraque
Al-Hakim retornou ao Iraque em maio de 2003, em seguida à derrubada do regime de Saddam pelos Estados Unidos, que tinham invadido o país. Ele então emergiu como uma das mais influentes lideranças iraquianas, granjeando imensa credibilidade pelos longos anos de oposição ao regime, especialmente junto à população xiita majoritária.
Inicialmente foi bastante crítico à invasão do país, dizendo que "Nós não confiamos nos americanos, eles sempre agiram contra os interesses do povo iraquiano", e incitando a população a não obedecer às ordens dos invasores. Entretanto, com a derrubada do regime Baath, passou a trabalhar junto aos estadunidenses para a montagem de um governo civil, no verão de 2003. Seu irmão e também líder Muslim, Abdul Aziz al-Hakim, foi designado para o governo interino e ambos trabalharam juntos. Até sua morte, continuava desconfiado dos invasores, mas clamava para que o Iraque abandonasse a violência, ao menos por um tempo, de forma que o governo provisório granjeasse a confiança do povo.

## Assassinato
Al-Hakim foi morto em 29 de agosto de 2003, quando um carro-bomba provocou uma imensa explosão, na mesquita Imã Ali, em Najaf. O atentado matou outras 84 pessoas (embora algumas fontes digam de 125 vítimas).
É obscura a autoria do atentado. Um porta-voz do ASRII em Londres sugeriu que partidários de Saddam Hussein estivesse por trás do ataque; outros, que poderia ter sido arquitetado pelos sunitas, ameaçados pelo crescente poder dos xiitas; ainda outros disseram que poderia ter sido praticado por grupos xiitas, em disputa interna pelo poder, contrapondo os linha-duras aos que cederam ao colaboracionismo com os invasores. Alguns, ainda, apontam os Estados Unidos como envolvidos no assassinato.
O fato foi que o atentado contra Al-Hakim fez parte de uma série padrão de ataques contra clérigos xiitas em Najaf nas semanas que antecederam sua morte (ele foi o quarto assassinado), levando alguns analistas a concluírem que havia uma clara motivação anti-xiita. Por outro lado, divergências históricas de violenta rivalidade interna entre facções xiitas e as circunstâncias inexplicáveis desses ataques todos levou a outros concluírem que possivelmente tenham sido arquitetados pelos partidários do líder rival, Muqtada al-Sadr.
Em 30 de agosto de 2003, autoridades iraquianas prenderam quatro pessoas relacionadas aos atentados: dois antigos membros do partido Ba'ath de Baçorá, e dois árabes não-iraquianos da seita Salafi (sunita).
De acordo com os EUA e funcionários iraquianos, Abu Musab al-Zarqawi foi o responsável pela morte de Hakim. Eles alegam que Abu Omar al-Kurdi, um homem-bomba capturado em janeiro de 2005, confessara ter levado a cabo esses ataques. Também mostram que Zarqawi aparece elogiando os atentados em várias gravações. Algumas fontes dizem, até, que o próprio sogro de Zarqawi fora o homem-bomba suicida que detonara a bomba.